# Anopheles multicolor
Anopheles multicolor är en tvåvingeart som beskrevs av Cambouliu 1902. Anopheles multicolor ingår i släktet Anopheles och familjen stickmyggor. Inga underarter finns listade i Catalogue of Life.